# Caballerizo
Se llama caballerizo a la persona encargada del cuidado y gobierno de una caballeriza. 
Y porque su ocupación se dirige a la caballeriza, tomó de allí el nombre. Esta etimología que señala a la palabra la Academia no es muy conforme con la que parece deducirse de estas palabras de Cobarrubias:
el que pone en el caballo al Príncipe o señor con todo lo dependiente del tal oficio.
Pero la más general acepción de caballerizo se refiere al empleado de distinción que hay en la casa del rey, del príncipe, de infantes o de nobles principales al cual toca la superior dirección de las caballerizas y es el jefe de los empleados que están puestos para su servicio más o menos inmediato.
Ordinariamente cuando se usa esta palabra aislada, se entiende de los caballerizos del rey: 
es en Palacio un oficio honorífico, que ejercen hombres de calidad: su ocupación es salir a caballo detrás del coche del Rey cuando sale en público.
Esto advierte la Academia en la primera edición de su Diccionario. Los caballerizos del rey eran de diferentes clases: 
- el superior a todos es el que se llama caballerizo mayor
- inmediatamente le sigue el primer caballerizo que le reemplaza en ausencia y enfermedades
- hay después caballerizos de número, supernumerarios, honorarios, los de campo y otros.

Delante del coche del rey iba un caballerizo y en su defecto un carrerista.